# Gumolano
Gumolano je označení pro elastickou šňůru či elastické lano.

## Základní charakteristika
Gumolana lze používat k nejrůznějším účelům, např.:
- volný čas a sport
- hobby a řemeslná výroba

## Technické parametry
Mezi technické parametry gumolan řadíme:
- průměr [mm]
- délkovou hmotnost [g/m]
- tažnost [%]
- sílu potřebnou k maximálnímu protažení [N]

## Konstrukce
Z konstrukčního hlediska jsou na trhu gumolana nabízena ve dvou provedeních, kdy je jádro z pryžových vláken oplétáno:
- jedenkrát - gumolano s jedním opletem
- dvakrát - gumolano s dvojitým opletem

Dvojitý oplet gumolana dovoluje větší mechanické zatížení otěrem.

## Používané materiály
Gumolana mohou být oplétána všemi textilními materiály v podobě vláken. Nejčastěji se k tomuto účelu používá polypropylen nebo polyester v podobě multifilamentních vláken. Dále se pro speciální účely používá oplet z monofilamentních polyethylenových vláken.